# Grasfinken
Die Grasfinken (Poephila) sind eine Gattung aus der Familie der Prachtfinken. Die Arten dieser Gattung leben sämtlich im Norden Australiens.

## Systematik
Da die Gürtelamadine und die Spitzschwanzamadine eine weitgehend übereinstimmende Rachenzeichnung mit Zeresfinken und Binsenastrild aufweisen, werden sie der Untergattung Poephila zugeordnet. Die Maskenamadine hat eine übereinstimmende Rachenzeichnung sowie ähnliche Lautäußerungen wie der Zebrafink. Sie wird deshalb der Untergattung Neopoephila zugeordnet.

## Verbreitung
Maskenamadine und Spitzschwanzamadine bewohnen ähnlich wie die Gouldamadine die offenen Eukalyptuswälder sowie Savannen und Trockensteppen Australiens. Dabei wird stets die Nähe zu Wasserstellen gesucht. Der Gürtelgrasfink bewohnt dagegen feuchtere Savannengebiete mit einem dichteren Gras- und Baumwuchs. Alle drei Arten sind sehr gesellige Tiere, die in großer Nähe zueinander brüten und ein ausgeprägtes Sozialverhalten zeigen, zu dem unter anderem ausgiebiges gegenseitiges Gefiederkraulen gehört.

## Arten
- Maskenamadine (P. personata)
- Gürtelgrasfink (P. cincta)
- Spitzschwanzamadine (P. acuticauda)